# テオドラ・アンゲリナ

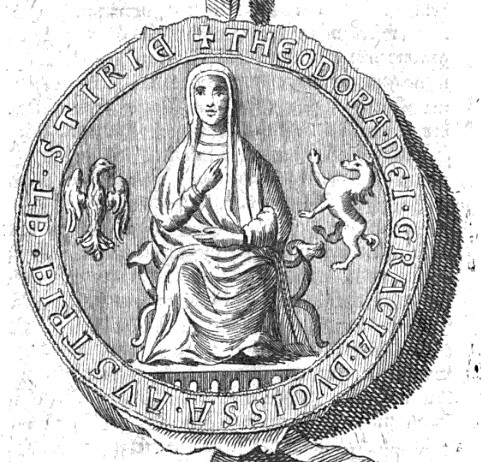
テオドラ・アンゲリナのシール

テオドラ・アンゲリナ（Theodora Angelina, 生没年不詳）は、バーベンベルク家のオーストリア公レオポルト6世の妻。イサキオス・コムネノス（東ローマ帝国マヌエル1世コムネノスの甥の子）と皇女アンナ・アンゲリナ（皇帝アレクシオス3世アンゲロスの子）の唯一の子。

## 生涯
1197年、ワラキア＝ブルガリア帝国第2代皇帝イヴァンコ（イヴァン・アセン1世を殺して即位）と結婚。東ローマ帝国に恭順の意を表明し、アレクシオスの名まで賜っていたイヴァンコは1198年にすぐさま反旗を翻し、父イサキオスは、夫の属するワラキア＝ブルガリアの捕虜となって死んだ。将軍マヌエル・ヴァタツェスは彼を捕らえ、テオドラは夫と離婚した。
1200年頃、彼女はワラキア＝ブルガリアの指導者であるドブロミル（将軍マヌエルの義理の息子）の3人目の妻となっていた。
後に第4回十字軍のもたらした東ローマ帝国の崩壊のさなか、テオドラはレオポルト6世と結婚した。2人には7子が生まれた。
- マルガレーテ（1204年 - 1266年） - ローマ王ハインリヒ(7世)（神聖ローマ皇帝フリードリヒ2世の長男）と結婚、死後にボヘミア王オタカル2世と再婚。
- アグネス（1205年 - 1226年） - ザクセン公アルブレヒト1世妃
- レオポルト（1207年 - 1216年）
- ハインリヒ（1208年 - 1228年） - テューリンゲン方伯ヘルマン1世の娘アグネスと結婚し、1女ゲルトルートをもうける。ゲルトルートはバーデン辺境伯ヘルマン6世と結婚、死別後にキエフ大公ダヌィーロの息子ロマンと再婚、フリードリヒ2世の死後、バーベンベルク家の女子相続人となる。
- ゲルトルート（1210年 - 1241年） - テューリンゲン方伯ハインリヒ・ラスペ妃
- フリードリヒ2世（1211年 - 1246年） - オーストリア公
- コンスタンツェ（1212年 - 1243年） - マイセン辺境伯ハインリヒ3世妃